# Esperanza Lázaro de Baxter
Esperanza Lázaro de Baxter   (Barcelona, 7 d'agost de 1919 - 25 de setembre de 2015) va ser una escriptora i artista plàstica hispanofilipina, guanyadora del premi Zobel. Era filla d'Antonio Lázaro, prestigiós compositor que treballava en el Palau de la Música Catalana i d'Esperanza Vicente.

## Biografia
Va estudiar Belles arts a la seva ciutat natal, on ja des de jove es va dedicar a l'escriptura i va rebre diferents premis i mencions.
En 1952, amb 30 anys, es va traslladar a les Filipines, país on es casaria i on prendria la seva nacionalitat. Des de la seva arribada es va submergir en l'ambient literari en espanyol, llavors encara ric a Manila i va ser membre de l'Acadèmia Filipina de la Llengua Espanyola.
Va ser guionista de Ràdio Barcelona, treball gràcies al com va conèixer al seu marit filipí (William Baxter i Orozco) i va acabar a les Filipines. En 1952 ell va escoltar en Ràdio Barcelona Milagro en las Indias, el guió de les quals havia escrit Esperanza, i va voler comprar-ho per portar-ho a Manila, on els pares dominics regentaven una emissora de ràdio en castellà.
Al final de la seva vida va residir a Califòrnia.

## Premis
- 1957. Premi Zobel per Romancero Sentimental.

## Obres (selecció)
- 2010. Romancero Sentimental. (Premiat però inédito des de 1957). Wordrunner Press, Petaluma, California
- 2010. Homenatges. Wordrunner Press, Petaluma, California